# Tudor Davies
Tudor Davies (Distretto di contea di Rhondda Cynon Taf (Cymmer), 12 novembre 1892 – Monmouthshire (Penault), 2 aprile 1958) è stato un tenore gallese.

## Biografia
Tudor Davies nacque a Cymmer, vicino a Porth, nel Galles meridionale, il 12 novembre 1892. Studiò a Cardiff e al Royal College of Music di Londra. Prestò servizio come ingegnere nella Royal Navy durante la prima guerra mondiale. Fece tournée negli United States, Canada e Australia (dove condivise il palcoscenico con Maggie Teyte) e poi tornò in Gran Bretagna, dove cantò con la British National Opera Company, English National Opera e la Carl Rosa Opera Company. Fu Rodolfo insieme alla Mimi di Dame Nellie Melba ne La bohème nel 1922 al Covent Garden.
Cantò una serie di importanti parti di tenore del repertorio italiano, francese e tedesco, come Lohengrin, Tamino, Florestan, Faust, Don José e il Duca di Mantova. Si esibì anche in opere inglesi come Fête Galante di Dame Ethel Smyth e The Devil Take Her di Arthur Benjamin. Creò il ruolo del protagonista nell'opera Hugh the Drover di Ralph Vaughan Williams nel 1924, delle cui arie registrò anche qualche estratto. Nel 1928 cantò anche nella première di quest'opera degli Stati Uniti, con la Washington National Opera. Creò il Principe Hal in At the Boar's Head di Gustav Holst nel 1925. Cantò come protagonista nel Don Carlo di Giuseppe Verdi nella prima inglese dell'opera nel 1938 e apparve nella prima esecuzione del Sadler's Wells de La fanciulla delle nevi di Nikolai Rimsky-Korsakov.
Negli anni successivi della sua carriera fu principalmente cantante in concerti ed insegnante a Cardiff.

### Registrazioni
Tudor Davies realizzò una serie di registrazioni, tra cui un'esecuzione completa della Madama Butterfly di Giacomo Puccini e brani tratti da L'anello del Nibelungo di Richard Wagner (tra cui il Duetto d'amore del Sigfrido e il Duetto dell'alba da Il crepuscolo degli dei, entrambi con Florence Austral) e I maestri cantori di Norimberga e Hugh the Drover di Vaughan Williams. Lo si può anche ascoltare in alcuni estratti de Il sogno di Geronte di Elgar, registrato dal vivo in un'esibizione diretta dal compositore alla Cattedrale di Hereford nel 1927.

### Vita privata
Sposò il soprano Ruth Packer, che incontrò mentre lavorava per l'Entertainments National Service Association (ENSA) nella seconda guerra mondiale. Morì il 2 aprile 1958 a Penault, nel Monmouthshire, dopo un intervento chirurgico per una malattia al fegato.